# Egzorcysta: Początek
Egzorcysta: Początek (ang. Exorcist: The Beginning) – filmowy horror z 2004 roku, prequel klasycznego Egzorcysty (1973), powstały na kanwie twórczości Williama Petera Blatty’ego. Film wyreżyserował Renny Harlin, a w rolach głównych wystąpili w nim Stellan Skarsgård, James D’Arcy oraz Izabella Scorupco.

## Fabuła
Znany z Egzorcysty i jego kontynuacji ojciec Merrin (Skarsgård) po udziale w II wojnie światowej zostaje wysłany z misją do Afryki. Tam po raz pierwszy przyjdzie mu spotkać na swojej drodze demona Pazuzu.

## Obsada
- Stellan Skarsgård – ojciec Merrin
- Izabella Scorupco – Sarah
- James D’Arcy – ojciec Francis
- Remy Sweeney – Joseph
- Julian Wadham – major Granville
- Andrew French – Chuma
- Ralph Brown – sierżant Major
- Ben Cross – Semelier
- David Bradley – ojciec Gionetti